# Anki Lidén
Anna Catarina „Anki“ Lidén (* 5. April 1947 in Mölltorp, Schweden) ist eine schwedische Schauspielerin.

## Leben
Anki Lidén absolvierte von 1968 bis 1971 erfolgreich eine Schauspielausbildung an der Theaterhochschule in Malmö. Anschließend fand sie ein Engagement am Uppsala Stadsteater. Mit weiteren Auftritten am Theater, bei Radio, Film und Fernsehen konnte sich Lidén erfolgreich als Schauspielerin etablieren. Dem deutschsprachigen Publikum wurde sie unter anderem durch ihre Darstellung der Yvonne Stridner in der Krimireihe Irene Huss, Kripo Göteborg und der Margit in der Krimireihe Mord im Mittsommer bekannt. Für ihre Darstellung der Großmutter Ingrid in dem von Lisa Siwe inszenierten Drama I taket lyser stjärnorna wurde Lidén 2010 mit dem nationalen Filmpreis Guldbagge als Beste Nebendarstellerin ausgezeichnet.
Lidén war mit dem Sänger Tommy Körberg liiert. Sie haben einen gemeinsamen Sohn, den 1977 geborenen Sänger Anton Körberg. Seit 1988 ist sie mit Klas Bergling verheiratet. Einer ihrer beiden gemeinsamen Söhne war der international bekannte DJ Avicii, der 2018 starb.

## Filmografie (Auswahl)
- 1979: ...Vater sein dagegen sehr (Jag är med barn)
- 1985: Mein Leben als Hund (Mitt liv som hund)
- 1988: Allerliebste Schwester (Allrakäraste syster)
- 1996: Die Winterbucht (Vinterviken)
- 2002: Die fünfte Frau (Den 5:e kvinnan)
- 2005: Mankells Wallander: Vor dem Frost (Innan frosten)
- 2007–2011: Irene Huss, Kripo Göteborg (Fernsehserie, 12 Folgen)
- 2009: Eine vernünftige Lösung (Det enda rationella)
- 2009: I taket lyser stjärnorna
- seit 2010: Mord im Mittsommer (Morden i Sandhamn, Fernsehreihe)
- 2017: Zimmer 213 (Rum 213)